# Akutna mieloblastna levkemija
Akutna mieloblastna ali akutna mieloična levkemija (krajšava AML) je vrsta akutne levkemije, pri kateri prevladujejo mieloblasti – gre namreč za rakavo bolezen krvnih celic mieločne vrste. Značilna je hitra razrast nenormalnih belih krvničk, ki se kopičijo v kostnem mozgu in motijo tvorbo normalnih krvnih celic. Akutna mieloblastna levkemija je najpogostejša akutna levkemija pri odraslih in njena pojavnost se veča s starostjo, hkrati pa gre za sorazmerno redko bolezen.
Simptomi so na začetku pogosto podobni gripi. Levkemične celice nadomeščajo različne funkcionalne krvne celice, kar povzroča različne simptome. Zaradi pomanjkanja rdečih krvničk se pojavi slabokrvnost, zaradi zmanjšanja števila krvnih ploščic so bolniki dovzetnejši za krvavitve, zaradi pomanjkanja funkcionalnih belih krvničk pa pogosteje zbolevajo za okužbami.
Natančen vzrok pojava bolezni še ni pojasnjen, poznanih pa je že več dejavnokov tveganja ter kromosomskih nepravilnosti, ki povečajo verjetnost za bolezen. Kot velja za akutne levkemije nasploh, AML napreduje hitro in običajno vodi v smrt v nekaj tednih ali mesecih, če bolnik ne prejme zdravljenja.
Poznanih je več podvrst AML; pri različnih podvrstah se razlikujeta tako prognoza kot priporočene vrste zdravljenja. Zdravljenje omogoči ozdravitev pri 35 do 40 % bolnikov, mlajših od 60 let, ter pri 5 do 15 % starejših bolnikov. Pri starejših bolnikih, ki ne morejo prejeti intenzivne oblike kemoterapije, je povprečno preživetje 5 do 10 mesecev..

## Patofiziologija
Pri akutni mieloblastni levkemiji se običajno iz matične celice mieloične vrste tvorijo nenormalne nezrele bele krvničke, imenovane mieloblasti, ki se nadalje ne razvijejo v zdrave zrele bele krvničke. Pri normalni hematopoezi so mieloblasti nezrele predniške celice mieloičnih belih krvničk, pri AML pa se v določenem mieloblastu nakopičijo genetske spremembe, ki povzročijo, da celica »zamrzne« in obstane na nezreli in nefunkcionalni stopnji, saj nadaljnja diferenciacija v zrelo celico je onemogočena. Posamezna mutacija v genetskem materialu mieloblasta, ki preprečuje nadaljnjo diferenciacijo celice, še ne povzroči levkemije, ker organizem poseduje varnostne mehanizme, ki prepoznavajo take mutirane celice. Kadar pa se v celici naključno nakopiči določena kombinacija različnih mutacij, ki onemogoči celično kontrolo nad proliferacijo, pa pride do nenadzorovanega razmnoževanja take mutirane celice. Iz enega mutiranega mieloblasta se razraste klon, ki klinično povzroči akutno mieloblastno levkemijo.
Levkemična sprememba se lahko pojavi na različnih stopnjah, ki nadzorujejo oziroma vodijo celično diferenciacijo, kar je tudi vzrok raznovrstnosti različnih oblik AML.
Pri številnih bolnikih z AML so prisotne specifične citogenetske nepravilnosti in znano je, da so različne kromosomske anomalije pogosto pomembne za prognozo bolezni. Kromosomske translokacije povzročijo zapis nenormalnih fuzijskih beljakovin, pogosto prepisovalnih dejavnikov (transkripcijskih faktorjev), katerih spremenjene lastnosti povzročijo blokado celične diferenciacije. Na primer translokacija t(15;17), ki povzroči akutno promielocitno levkemijo, nosi zapis za sintezo fuzijske beljakovine PML-RARα, ki se veže na receptorske elemente z retinojsko kislino v promotorjih številnih mieloično specifičnih genov ter zavre mieloično diferenciacijo.
Bolezenski znaki akutne mieloblastne levkemije so posledica razrasti levkemičnih klonskih celic, ki nadomeščajo normalne krvne celice in ovirajo njihov razvoj v kostnem mozgu. Posledično se pojavijo nevtropenija – pomanjkanje belih krvničk, slabokrvnost (anemija) – pomanjkanje rdečih krvničk in trombocitopenija – pomanjkanje krvnih ploščic.

## Dejavniki tveganja
Doslej so prepoznali več dejavnikov, ki lahko povečajo tveganje za razvoj akutne mieloblastne levkemije:
- moški spol
- starost (AML je najpogostejša pri ljudeh po 65 letu starosti)[14]
- kajenje (zlasti v starosti)
- zdravljenje s kemoterapevtiki ali obsevanjem v preteklosti
- zdravljena akutna limfoblastna levkemija v otroštvu
- izpostavljenost sevanju ali nekaterim kemikalijam (na primer benzenu)
- določene predlevkemične krvne bolezni, kot je mielodisplastični sindrom
- nekatere genetske bolezni[14]

### Predlevkemija
Predlevkemične krvne bolezni, kot sta mielodisplastični sindrom in mieloproliferativna bolezen, lahko vodita do nastanka akutne mieloblastne levkemije, dejansko tveganje pa je odvisno od vrste predlevkemične bolezni.

### Izpostavljenost kemikalijam
Tveganje za pojav AML lahko poveča izpostavljenost zdravilom proti raku (kemoterapevtikom), zlasti alkilirajočim citostatikom. Največje je tveganje 3 do 5 let po prejeti kemoterapiji. S povečanim tveganjem so povezali tudi nekatere druge kemoterapevtike, na primer epipodofilotoksine in antracikline, ki pogosto povzročijo točno določene kromosomske nepravilnosti v levkemičnih celicah.
S povečanim tveganjem za razvoj AML povezujejo tudi izpostavljenost benzenu in drugim aromatskim organskim topilom, vendar pa dokazi niso nedvoumni. Za benzen in njegove derivate je sicer dokazana rakotvornost v in vitro razmerah in tudi nekatere študije so nakazale povezavo med poklicno izpostavljenostjo benzenu in povečanim tveganjem za AML, medtem ko so druge zaključile, da je pripisljivo tveganje benzena majhno, če sploh obstaja.

### Sevanje
Tveganje za pojav AML lahko poveča tudi izpostavljenost visokim odmerkom ionizirajočega sevanja. Pri preživelih napadov z jedrsko bombo v Hirošimi in Nagasakiju se je pogostnost AML povečala, večje tveganje pa je bilo tudi pri radiologih, ki so bili v preteklosti pred uvedbo sodobnih varnostnih ukrepov izpostavljeni visokim odmerkom rentgenskih žarkov.
Večje je tveganje tudi pri bolnikih, ki so bili zdravljeni z obsevanjem zaradi raka, zlasti po obsevanju raka prostate, ne-Hodgkinovega limfoma, pljučnega raka in raka dojke. Tveganje je zvečano določen čas po obsevanju; po 12 letih se tveganje zniža ponovno na raven, značilno za splošno prebivalstvo.

### Genetsko tveganje
Kaže, da obstaja tudi genetsko pogojeno tveganje za pojav AML. Poročali so o več primerih družin, v katerih se je AML pojavljala pogosteje, kot bi pričakovali glede na pogostnost pri splošni populaciji. Tudi nekatere prirojene genetske motnje lahko povečajo tveganje, na primer downov sindrom, pri katerem je tveganje za AML 10- do 18-krat povečano.

## Znaki in simptomi
Večina znakov in simptomov akutne mieloblastne anemije je posledica nadomeščanja normalnih krvnih celic z levkemičnimi. Zaradi zmanjšanega števila funkcionalnih belih krvničk je bolnik dovzetnejši za okužbe, kajti levkemične celice nimajo zmožnosti boja proti mikrobom, čeravno prav tako izvirajo iz predhodniških celic bele linije. Zmanjšano število rdečih krvničk povzroči slabokrvnost, pomanjkanje krvnih ploščic pa nagnjenost h krvavitvam.
Zgodnji znaki bolezni so običajno neznačilni in lahko spominjajo na gripo ali drugo pogosto bolezen. Pojavijo se lahko vročina, utrujenost, izguba telesne teže, zmanjšan tek, zasoplost, slabokrvnost, nagnjenost h krvavitvam (dovzetnost za nastanek podplutb), petehije (drobne pikčaste krvavitve na v koži ali sluznici), bolečine v kosteh in sklepih ter pogosto zbolevanje za okužbami.
Lahko se pojavi tudi povečanje vranice (splenomegalija), vendar je običajno blaga in ne povzroča simptomov. Zatekanje bezgavk, ki je sicer pogosto pri akutni limfoblastni levkemiji, je pri AML redko. Na koži se pri približno 10 % bolnikov pojavijo kloromi, maligne novotvorbe zelenkaste barve. Redko se pojavi sweetov sindrom, paraneoplastično vnetje kože.
Pri nekaterih bolnikih pride do zatekanja dlesni zaradi infiltracije levkemičnih celic v dlesensko tkivo. Redko se kot prvi znak levkemije pojavi čvrsta levkemična masa oziroma novotvorba zunaj kostnega mozga. Pri nekaterih bolnikih bolezen poteka povsem brezsimptomsko in jo naključno odkrijejo ob rutinskem pregledu krvi.

## Diagnoza
Prvi sum na akutno mieloblastno anemijo običajno pokaže nenormalni izvid popolne krvne slike. Navadno gre za povišano vrednost belih krvničk (levkocitoza), včasih so opazni levkemični blasti, lahko pa se AML kaže tudi z znižanjem števila krvnih ploščic (trombocitopenija), rdečih krvničk (slabokrvnost) ali celo z znižanjem števila belih krvničk (levkopenija). Če so v krvnem obtoku prisotni levkemični blasti, lahko sum na diagnozo temelji že na razmazu periferne krvi, vendar pa je za potrditev diagnoze potreben pregled odvzetega kostnega mozga. 
Za diagnosticiranje levkemij ter določitev njenega tipa (in sicer, da gre za akutno mieloblastno levkemijo in ne na primer za akutno limfoblastno levkemijo) se kostni mozeg in kri pregledata s svetlobnim mikroskopom ter pretočno citometrijo. Običajno se kostni mozeg ali kri pregleda tudi na morebitno prisotnost kromosomskih anomalij s citogenetsko preiskavo ali fluorescenčno hibridizacijo in situ. Z genetskimi preiskavami je možno dokazati specifične mutacije v genih (na primer v genih FLT3, KIT ali genu za nukleofozmin), ki lahko vplivajo na izid bolezni.
Pri razlikovanju AML in ALL ter določanju podtipa AML je lahko v pomoč citokemijsko barvanje razmaza krvi ali kostnega mozga. V večini primerov se lahko uspešno uporabi barvanje s sudanskim črnim in nespecifičnim esteraznim barvilom. Sudansko črno omogoči identifikacijo AML in diferenciacijo od ALL, medtem ko nespecifično esterazno barvilo omogoči identifikacijo monocitne komponente ter razločitev slabo diferencirane monoblastne levkemije od ALL.
Diagnosticiranje in klasificiranje AML je lahko zelo zahtevno in potrebne so izkušnje kvalificiranega hematopatologa ali hematologa. V nekaterih primerih lahko določene morfološke posebnosti (npr. Auerjeve paličice) ali značilni izvid pretočne citometrije močno olajšajo postavitev diagnoze, ki pa so lahko tudi odsotne.
Pri razvrščanju podtipov AML se najpogosteje uporabljata starejši sistem FAB (francosko-ameriško-britanski sistem) in novejši sistem Svetovne zdravstvene organizacije (SZO). Glede na pogosto uporabljene kriterije po sistemu SZO se diagnoza AML potrdi, če vsaj 20 % vzorca krvi ali kostnega mozga izkazuje prizadetost z levkemičnimi mieloblasti. Kriterij sistema FAB je nekoliko strožji in zahteva, da je delež blastov v periferni krvi ali kostnem mozgu vsaj 30 %.
Pomembno je, da se prepozna, kadar ne gre za AML, temveč za t. i. predlevkemično spremembo, na primer mielodisplastični ali mieloproliferativni sindrom, saj so načini zdravljenja različni. 

## Epidemiologija
AML je predvsem bolezen odraslih z mediano starosti 65 let. Pri otrocih in mladostnikih je v primerjavi z akutno limfoblastno levkemijo redkejša, kljub temu pa je vzrok za več kot eno tretjino smrti zaradi levkemij v tej populaciji. Po poročilih Svetovne zdravstvene organizacije ima AML v celem svetu stabilno pojavnost (incidenco), ki je ocenjena na 5–9 primerov na milijon prebivalcev na leto.

## Zdravljenje
Za zdravljenje AML se uporablja predvsem kombinacija različnih citostatikov. Zdravljenje se deli na indukcijsko zdravljenje, s katerim se poskuša doseči remisija bolezni, torej stanje, kjer s preiskavo krvne slike in običajnimi preiskavami kostnega mozga ni več najti nobenih znakov bolezni. Indukcijskemu zdravljenju sledita dva ali trije krogi konsolidacijskega zdravljenja s citostatiki. S konsolidacijskim zdravljenjem se skušajo preprečiti ponovitve bolezni oziroma uničiti še preostale, sicer nezaznavne levkemične celice ter doseči ozdravitev.
Do ponovitve bolezni pride pogosto in v takih primerih se lahko zdravniki odločijo za presaditev krvotvornih matičnih celic. Najboljši uspehi so pri sorodni alogenični presaditvi, nekoliko slabši pa pri alogenični nesorodni in avtologni presaditvi. Alogenična presaditev krvotvornih matičnih celic je nasploh najučinkovitejši način zdravljenja odraslih bolnikov z akutno levkemijo.

### Indukcijsko zdravljenje
V večini primerov (pri vseh oblikah AML po razvrstitvi FAB, razen pri M3) se za indukcijsko zdravljenje uporablja kombinacija citarabina in antraciklinskega citostatika (najpogosteje davnorubicina). Omenjeni indukcijski režim se pogosto imenuje tudi ″7 + 3″, saj se citarabin daje intravensko sedem zaporednih dni v obliki kontinuirane infuzije, medtem ko se antraciklinski citostatik daje tri dni v obliki bolusa. Po prejemanju tega režima zdravljenja pride pri okoli 70 % bolnikov do remisije. Uporabljajo se tudi sam citarabin v visokih odmerkih, režimi s fludarabinom, citarabinom in filgrastimom ter drugi alternativni režimi indukcijskega zdravljenja. Pri zelo starih bolnikih indukcijsko zdravljenje včasih ni primerno zaradi neželenih učinkov, na primer mielosupresije in povečane dovzetnosti za okužbe; v takih primerih se lahko uporabi blažja oblika kemoterapije ali paliativno zdravljenje.
Pri podtipu akutne mieloblastne levkemije, imenovanem M3 ali akutna promieloblastna levkemija (APL), se pogosto poleg indukcijskega zdravljenja (navadno z antraciklinskim citostatikom) uporabi še tretinoin (ATRA).
Cilj indukcijskega zdravljenja je popolna remisija bolezni, ki pa ne pomeni tudi ozdravitve, temveč le nezaznavnost bolezni z diagnostičnimi metodami, ki so na voljo. Doseže se pri okoli 50 do 75 % novo diagnosticiranih bolnikov, odvisno tudi od prognostičnih dejavnikov. Dolžina trajanja remisije je odvisna od prognostičnih značilnosti bolezni. Na splošno velja, da brez konsolidacijskega zdravljenja ni možno doseči trajne remisije.

### Konsolidacijsko zdravljenje
Četudi po indukcijskem zdravljenju pride do popolne remisije, se brez konsolidacijskega zdravljenja pri domala vseh bolnikih bolezen ponovi. V telesu namreč obstane nekaj levkemičnih celic, ki pa jih s trenutno dostopnimi diagnostičnimi metodami zaradi premajhnega števila ni možno zaznati. Therefore, more therapy is necessary to eliminate nondetectable disease and prevent relapse — that is, to achieve a cure.
Zdravljenje, ki sledi remisiji po indukcijskem zdravljenju, se določi posamezno glede na prognostične dejavnike pri bolniku ter njegovo splošno zdravstveno stanje. Pri levkemijah z dobro prognozo (npr. inv(16), t(8;21), t(15;17)), bolniki običajno prejmejo v okviru konsolidacijskega zdravljenja dodatnih tri do pet krogov intenzivne kemoterapije. Pri bolnikih, kjer je pa tveganje za ponovitev bolezni visoko (npr. pri bolnikih z visokotvegano citogenetiko ali tistih, pri katerih se je AML pojavil zaradi kemoterapije v preteklosti), se običajno priporoča alogenska presaditev kostnega mozga, vendar le, če ocenijo, da bo bolnik lahko prenesel presaditev in če najdejo ustreznega darovalca. Manj jasno pa je določeno zdravljenje pri bolnikih s srednje visokim tveganjem in je odvisno od specifičnih dejavnikov, kot so bolnikova starost, njegovo splošno zdravstveno stanje, obstoj ustreznega darovalca kostnega mozga, bolnikovih pričakovanj itd.

## Prognoza
V zadnjih treh desetletjih je zdravljenje akutne mieloične levkemije odraslih napredovalo in današnje zdravljenje nekaterih podvrst AML pri mlajših bolnikih omogoča ozdravitev v več kot 70 %. AML je genetično heterogena bolezen; genetična podvrsta bolezni je poleg starosti bolnika najpomembnejši napovedni dejavnik za uspešnosti zdravljenja. Akutna promielocitna levkemija ima načeloma dobro prognozo in več kot 75 % bolnikov ob ustreznem zdravljenju ozdravi. Po drugi strani pa je napoved izida zlasti starejših bolnikov z akutnimi mieloblastnimi levkemijami slaba.